# HD 50763
HD 50763，又名BD+46 1205，SAO 41450、HR 2573，是一颗恒星，视星等为5.86，位于銀經169.89，銀緯20.28，其B1900.0坐标为赤經6h 49m 31.3s，赤緯+46° 20.28′ 9″。